# اد-راک
اد-راک (انگلیسی: Ad-Rock؛ زادهٔ ۳۱ اکتبر ۱۹۶۶) هنرپیشه، خواننده رپ و گیتارنواز اهل ایالات متحده آمریکا است. وی از سال ۱۹۸۲ میلادی تاکنون مشغول فعالیت بوده‌است.
از فیلم‌ها یا برنامه‌های تلویزیونی که وی در آن نقش داشته‌است می‌توان به ایکوالایزر، تا وقتی جوانیم، بوسه پیش از مرگ، پیامبران کنار جاده و خروجی‌های طلایی اشاره کرد.